# Ерсика (станция)
Е́рсика (латыш. Jersika; до 1919 года — Царьград) — железнодорожная станция на линии Даугавпилс — Рига.
Находится в Ерсикской волости Ливанского края между станциями Ливаны и Ницгале.
Открыта 12 (24) сентября 1861 года с пуском Риго-Динабургской железной дороги, первоначально под названием Царьград. Переименована в Ерсику в 1919 году. Сохранилось старое здание вокзала.

## Движение поездов
Здесь проходят поезда 617Р, 602Р, 601Р, 610Р, 609Р и 618Р.